# Territorio de Tlaxcala
Tlaxcala fue un territorio federal de México existente entre 1824 y 1857. El territorio se encontraba en el centro-oriente del país, sobre el Eje Neovolcánico, con su porción más oriental dominada por la Sierra Madre Oriental; contaba en 1848 con 100 mil habitantes.
Si bien la constitución de los Estados Unidos Mexicanos de 1824 promulgada el 4 de octubre de dicho año planteaba un régimen especial para Tlaxcala, este no vino a convenirse sino hasta el 24 de noviembre cuando fue creado el territorio con una parte del estado de Puebla. Tras la implementación del Régimen Centralista en México en el año de 1836, los estados pasaron a denominarse departamentos y Tlaxcala fue anexado al nuevo departamento de México, situación que no vendría a revertirse hasta el año de 1846.
El 3 de octubre de 1857 se convirtió en el estado de Tlaxcala.